# Ruvo del Monte
Ruvo del Monte es una localidad italiana de la provincia de Potenza, región de Basilicata, con 1.142 habitantes.

## Galería

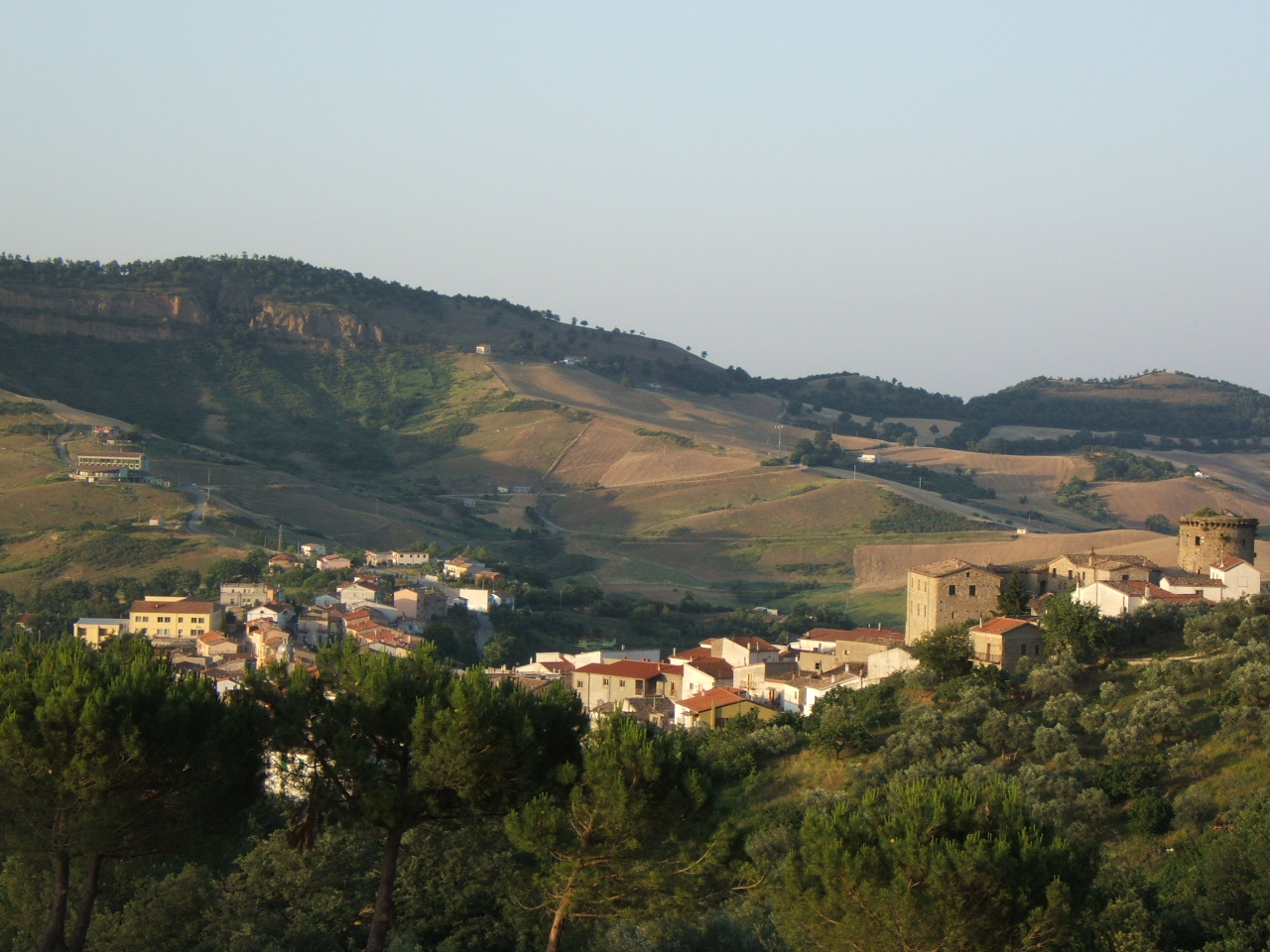

## Evolución demográfica
| Gráfica de evolución demográfica de Ruvo del Monte entre 1861 y 2001 |
|                                                                      |
| Fuente ISTAT - Elaboración gráfica por parte de Wikipedia            |